# Black and tan coonhound
Black and tan coonhound är en hundras från USA. Rasen är en av sex coonhounds som avlades fram för jakt på tvättbjörn (raccoon), opossum och annat vilt som tar sin tillflykt i träd. Historien kan följas tillbaka till slutet av USA:s kolonialtid. Black and tan coonhound är en drivande hund som är grundad på foxhound med inkorsning av blodhund. Rasen erkändes av The American Kennel Club (AKC) 1945 och var till nyligen den enda coonhound som var erkänd av AKC.